# Radomin (Nidzica)
Radomin (deutsch Radomin) ist ein Dorf in der polnischen Woiwodschaft Ermland-Masuren. Es gehört zur Gmina Nidzica (Stadt- und Landgemeinde Neidenburg) im Powiat Nidzicki (Kreis Neidenburg).

## Geographische Lage
Radomin liegt im Südwesten der Woiwodschaft Ermland-Masuren, sechs Kilometer nördlich der Kreisstadt Nidzica (deutsch Neidenburg).

## Geschichte
Bereits vor 1422 wurde Radomin gegründet, bestehend aus verstreut liegenden kleinen Höfen und Gehöften. Die Landgemeinde Radomin kam 1874 zum neu errichteten Amtsbezirk Lahna (polnisch Łyna) im ostpreußischen Kreis Neidenburg und gehörte ihm bis 1945 an.
Im Jahre 1910 waren in Radomin 200 Einwohner registriert, 1933 waren es 170 und 1939 noch 162.
Aufgrund der Bestimmungen des Versailler Vertrags stimmte die Bevölkerung in den Volksabstimmungen in Ost- und Westpreußen am 11. Juli 1920 über die weitere staatliche Zugehörigkeit zu Ostpreußen (und damit zu Deutschland) oder den Anschluss an Polen ab. In Radomin stimmten 118 Einwohner für den Verbleib bei Ostpreußen, auf Polen entfiel eine Stimme.
Mit dem gesamten südlichen Ostpreußen wurde Radomin 1945 in Kriegsfolge an Polen überstellt. Der deutsche Name blieb in gleicher polnischer Form erhalten. Heute gehört das Dorf mit dem Sitz eines Schulzenamts (polnisch Sołectwo) zur Gmina Nidzica (Stadt- und Landgemeinde Neidenburg) im Powiat Nidzicki (Kreis Neidenburg), bis 1998 der Woiwodschaft Olsztyn, seither der Woiwodschaft Ermland-Masuren zugehörig. Im Jahre 2011 zählte Radomin 100 Einwohner.

## Kirche
Bis 1945 war Radomin in die evangelische Kirche Lahna in der Kirchenprovinz Ostpreußen der Kirche der Altpreußischen Union sowie in die römisch-katholische Pfarrei Neidenburg im Bistum Ermland eingepfarrt.
Heute gehört Radomin katholischerseits zur Herz-Mariä-Kirche Łyna im Erzbistum Ermland, außerdem evangelischerseits zur Heilig-Kreuz-Kirche Nidzica in der Diözese Masuren der Evangelisch-Augsburgischen Kirche in Polen.

## Verkehr
Radomin liegt westlich der Woiwodschaftsstraße 545 und ist von Kolonia Waszulki (Waschulken) sowie Napiwoda (Grünfließ) erreichbar. Eine Bahnanbindung besteht nicht.